# Paulo Moniz
Paulo Alexandre Luis Botelho Moniz (São Sebastião, Ponta Delgada, 2 de janeiro de 1969) é um deputado e político português. Ele é deputado à Assembleia da República na XV legislatura pelo Partido Social Democrata. É também engenheiro eletrotécnico.

## Biografia[2]
Licenciou-se em Engenharia Eletrotécnica e de Computadores, ramo Telecomunicações e Eletrónica, pelo Instituto Superior Técnico no ano letivo de 1992/1993. No ano letivo 1996/1997 tirou mestrado em Engenharia Eletrotécnica e de Computadores, especialidade Eletrónica e Automação Industrial, também pelo Instituto Superior Técnico.
Em maio de 1997 foi nomeado Diretor do Gabinete de Novos Negócios na Electricidade dos Açores, S.A. Em abril de 1998 foi nomeado Diretor Geral da Globaleda, S.A. Em janeiro de 2000 foi nomeado Administrador Delegado da ONI Açores, S.A. Em março de 2002 foi nomeado Administrador Delegado da Globaleda, desempenhado funções até 25 de outubro de 2019, acumulando as funções de Diretor Técnico da Empresa. 
Em 1993/1994 ingressou na Universidade dos Açores, onde foi assistente convidado no Departamento de Ciências Tecnológicas e Desenvolvimento.
Foi Presidente do Concelho Diretivo da Secção Regional dos Açores da Ordem dos Engenheiros e presidente da ACIT - Associação Empresarial de Comunicações de Portugal.

A 6 de outubro de 2019 foi eleito deputado à Assembleia da República pelo círculo eleitoral dos Açores pelo Partido Social Democrata, desempenhando as funções de deputado desde 25 de outubro desse ano até ao presente. Integra a Comissão de Assuntos Europeus, e a Comissão de Defesa Nacional, a Comissão de Orçamento e Finanças e a Comissão de Economia, Obras Públicas, Planeamento e Habitação, como suplente.